# Maria Elena Boschi
Maria Elena Boschi (Montevarchi, 24 de enero de 1981) es una abogada y política italiana de Italia Viva (IV). Entre 2014 y 2016 desempeñó el cargo de ministra de las Reformas Constitucionales y Relaciones con el Parlamento en el Gobierno de Matteo Renzi. En diciembre de 2016 se convirtió en Subsecretaria de Estado de la Presidencia del Consejo de Ministros del gabinete Gentiloni.
Es abogada en derecho societario. Diputada desde 2013.